# Fontaine (Alvernia-Rodano-Alpi)
Fontaine (in arpitano Fontana) è un comune francese di 22 208 abitanti situato nel dipartimento dell'Isère della regione dell'Alvernia-Rodano-Alpi. 
Il comune si trova ad ovest di Grenoble ed è interamente inglobato nella sua area metropolitana.

## Società

### Evoluzione demografica
Abitanti censiti

## Amministrazione

### Gemellaggi
- Alpignano
- Sommatino
- Schmalkalden